# Olympische Jugend-Sommerspiele 2018/Reiten
Bei den Olympischen Jugend-Sommerspielen 2018 in Buenos Aires wurden vom 8. bis zum 13. Oktober zwei Wettbewerbe im Reiten, konkret im Springreiten, ausgetragen.
Die Reiter bei den Jugend-Sommerspielen reiten nicht ihre eigenen Pferde, stattdessen wurden ihnen Leihpferde zugelost.
Im Mannschaftswettbewerb traten keine Nationenequipen an. Stattdessen wurden kontinentale Mannschaften aus je fünf Reitern gebildet. Die Qualifikation für die Mannschaften erfolgte über die kontinentalen Meisterschaften der Junioren oder, soweit es eine solche nicht gab, über die kontinentale Rangierung bei der FEI World Jumping Challenge. So wurden die Startplätze für die europäische Equipe anhand der Einzelwertung der Junioren-Europameisterschaft 2017 in Šamorín vergeben.

## Ergebnisse

### Mannschaftsspringen
Das Mannschaftsspringen war als Springprüfung mit zwei Umläufen und (bei Punktgleichheit auf den Medaillenrängen) einmaligem Stechen ausgeschrieben. Pro Equipe gingen je Umlauf die drei besten Ergebnisse in die Wertung ein, es gab somit zwei Streichergebnisse.
Nach zwei Umläufen lagen Europa und Nordamerika strafpunktfrei gemeinsam auf dem ersten Rang. Im Stechen leisteten sich die beiden ersten Reiter der Mannschaften jeweils einen Fehler. Die übrigen Reiter blieben ohne Fehler, so dass am Ende erneut keine Strafpunkte für beide Mannschaften zu Buche schlugen. Damit entschied alleine die benötigte Zeit der jeweils drei besten Ergebnisse des Stechens. So wie knapp zwei Wochen zuvor bei den Weltreiterspielen bei vergleichbarer Ausgangslage die Vereinigten Staaten sich gegen Schweden die Goldmedaille sicherten, so waren auch bei den Jugend-Sommerspielen die Nordamerikaner schneller als die Europäer. Somit gewann erstmals Nordamerika den Springreit-Mannschaftswettbewerb bei den Olympischen Jugendspielen.
| Platz                                               | Mannschaft  | Reiter und Pferde                                | Strafpunkte | Strafpunkte | Strafpunkte | Strafpunkte | Zeit      |
| Platz                                               | Mannschaft  | Reiter und Pferde                                | 1. Umlauf   | 2. Umlauf   | Gesamt      | Stechen     | Stechen   |
| 1                                                   | Nordamerika | Nordamerika                                      | 0           | 0           | 0           | 0           | 97,89 s   |
| --------------------------------------------------- | ----------- | ------------------------------------------------ | ----------- | ----------- | ----------- | ----------- | --------- |
|                                                     |             | MEX Nicole Meyer Robredo mit Champion            | (4)         | (4)         |             | (4)         | (38,07 s) |
| HAI Mateo Philippe Coles mit Quid du Plessis        | 0           | 0                                                |             | (0)         | (34,55 s)   |             |           |
| PAN Marissa del Pilar Thompson mit Kithira          | 0           | 0                                                |             | 0           | 34,07 s     |             |           |
| HON Pedro Espinosa mit Llavaneras Genquina          | 0           | (4)                                              |             | 0           | 32,16 s     |             |           |
| USA Mattie Hatcher mit Santa Rosa Valery            | (0)         | 0                                                |             | 0           | 31,66 s     |             |           |
| 2                                                   | Europa      | Europa                                           | 0           | 0           | 0           | 0           | 101,58 s  |
|                                                     |             | GBR Jack Whitaker mit Chance Luck                | 0           | (4)         |             | (4)         | (38,31 s) |
| ITA Giacomo Casadei mit Darna Z                     | 0           | 0                                                |             | (0)         | (37,85 s)   |             |           |
| HUN Vince Jarmy mit Walterstown Cruise Z            | (4)         | 0                                                |             | 0           | 34,99 s     |             |           |
| NED Rowen van de Mheen mit Baral Ourika             | 0           | 0                                                |             | 0           | 34,79 s     |             |           |
| BEL Simon Morssinkhof mit Cheptel Wigan             | (0)         | (4)                                              |             | 0           | 31,80 s     |             |           |
| 3                                                   | Afrika      | Afrika                                           | 1           | 0           | 1           |             |           |
|                                                     |             | EGY Ahmed Naser Elnaggar mit Jos Africa de Parco | (4)         | (4)         |             |             |           |
| ZIM Brianagh Lindsay Clark mit El Roblecito Malaika | 1           | 0                                                |             |             |             |             |           |
| ZAM Anna Bunty Howard mit Call Girl Z               | 0           | 0                                                |             |             |             |             |           |
| RSA Hannah Ivy Garton mit Jos Cassius               | (8)         | (4)                                              |             |             |             |             |           |
| MRI Margaux Koenig mit Urlefe                       | 0           | 0                                                |             |             |             |             |           |

### Einzelspringen

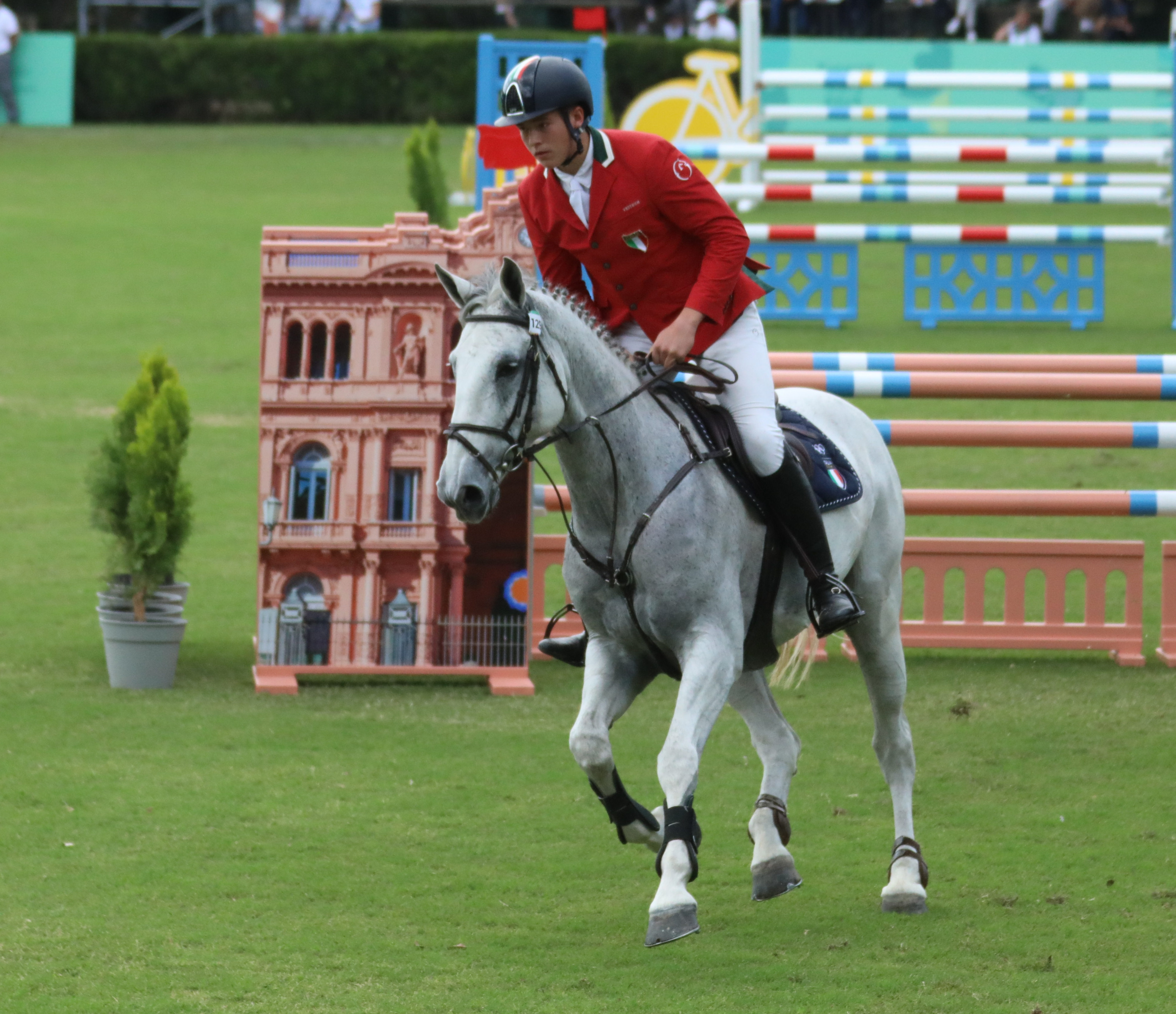
Gewinner der Einzel-Goldmedaille: Giacomo Casadei aus Italien mit der Stute Darna Z

Auch das Einzelspringen wurde als Springprüfung mit zwei Umläufen und einmaligem Stechen ausgerichtet. Alle 30 Reiter waren startberechtigt, Edgar Fung aus Hongkong trat jedoch nicht mehr an.
Nach zwei Umläufen lagen fünf Reiter ohne Strafpunkte in Führung und qualifizierten sich damit für das Stechen. Die Mannschafts-Goldmedaillengewinnerin Mattie Hatcher eröffnete das Stechen, jedoch mit zwei Hindernisfehler. Anders Omar Al Marzooqi, als zweiter Starter setzte er sich fehlerfrei in Führung. Doch hielt diese nur einen Ritt lang, Giacomo Casadei war strafpunktfrei nochmals über zwei Sekunden schneller als Al Marzooqi.
Damit lastete der Druck auf dem Lokalmatador Richard Kierkegaard. Dem Argentinier blieb nach einer Verweigerung und zwei Hindernisfehlern im Parcours nur der fünfte Rang, da Pedro Espinosa als letzter Reiter mit nur vier Strafpunkten abschloss.
| Rang | Reiter                  | Pferd               | Strafpunkte | Strafpunkte | Strafpunkte | 2. Umlauf Zeit | Stechen     | Stechen |
| Rang | Reiter                  | Pferd               | 1. Umlauf   | 2. Umlauf   | Gesamt      | 2. Umlauf Zeit | Strafpunkte | Zeit    |
| ---- | ----------------------- | ------------------- | ----------- | ----------- | ----------- | -------------- | ----------- | ------- |
| 1    | ITA Giacomo Casadei     | Darna Z             | 0           | 0           | 0           |                | 0           | 31,79 s |
| 2    | UAE Omar Al Marzooqi    | La Corina Lala      | 0           | 0           | 0           |                | 0           | 34,37 s |
| 3    | HON Pedro Espinosa      | Llavaneras Genquina | 0           | 0           | 0           |                | 4           | 30,80 s |
| 4    | USA Mattie Hatcher      | Santa Rosa Valery   | 0           | 0           | 0           |                | 8           | 30,97 s |
| 5    | ARG Richard Kierkegaard | Legolas I           | 0           | 0           | 0           |                | 12          | 38,68 s |
| 6    | NZL Briar Burnett-Grant | Milagro Maximo      | 0           | 4           | 4           | 49,38 s        |             |         |
| 7    | BEL Simon Morssinkhof   | Cheptel Wigan       | 0           | 4           | 4           | 51,26 s        |             |         |